# Anti-Slavery Convention of American Women
Anti-Slavery Convention of American Women var en konferens för kvinnliga amerikanska abolitionister som ägde rum i New York 9 maj 1838, för att diskutera kvinnors roll inom abolitioniströrelsen. 
Konferensens ordförande var Mary S. Parker, och bland deltagarna fanns både vita och färgade kvinnor, förmögna och fattiga kvinnor och hustrur och döttrar till manliga slavägare. Även en rad berömda kvinnor deltog, bland dem Lucretia Mott, Grace Douglass Sarah Moore Grimké och Angelina Grimké Weld, Mary Grew och Lydia Maria Child. 
Det var det första nationella mötet för kvinnliga abolitionister i USA. Det var också första gången i USA som kvinnor diskuterade kvinnors rättigheter under en nationell konferens, även om detta inte var mötets syfte och Konferensen i Seneca Falls tio år senare blev USA:s första renodlade konferens för kvinnors rättigheter. 

### Fotnoter
1. ↑  Yellin, Jean Fagan, and John C. Horne. The Abolitionist Sisterhood: Women's Political Culture in Antebellum America. Ithaca: Cornell University Press, 1994. Print. ISBN 0-8014-8011-6